# Sabacon dentipalpis
Espèce
Sabacon dentipalpis est une espèce d'opilions dyspnois de la famille des Sabaconidae.

## Distribution
Cette espèce est endémique de Honshū au Japon. Elle se rencontre dans les préfectures de Kyoto, de Shizuoka et de Tokyo.

## Description
Le mâle holotype mesure 2,3 mm et les femelles 2,1 et 2,6 mm.
Les mâles mesurent de 2,3 à 3,0 mm et les femelles de 2,1 à 3,5 mm.

## Systématique et taxinomie
Cette espèce a été décrite par Suzuki en 1949.

## Publication originale
- Suzuki, 1949 : « Studies on the Japanese harvesters. I. Sabacon dentipalpe, a new species of the interesting harvesters from Japan. » Journal of Science of the Hiroshima University, vol. 11, p. 7–12.